# Городской торговый корпус
Городской торговый корпус — двухэтажное здание, расположенное в Центральном районе Новосибирска вдоль Красного проспекта (дом № 23) напротив здания городской мэрии. С тыльной стороны к зданию примыкает Первомайский сквер. Здание является объектом культурного наследия народов России федерального значения и охраняется государством.

## Строительство здания
В 1908 году в городской думе Ново-Николаевска (современный Новосибирск) обсуждался вопрос о строительстве административного управленческого здания. В 1910 году было определено место постройки — центр Ярмарочной площади размером в восемь городских кварталов. В 1911 году строительство торгового корпуса было завершено.
При планировке здания учитывалось, что на нижнем этаже будут находиться 16 торговых помещений для сдачи в аренду, а на верхнем — городская управа, отделение государственного банка, казначейство и городской зал. Подвал был оборудован для котельной и электростанции, предназначавшейся в том числе и для освещения самого здания, но большую часть подвала занимали складские помещения для нужд находящихся в здании магазинов.

## История здания

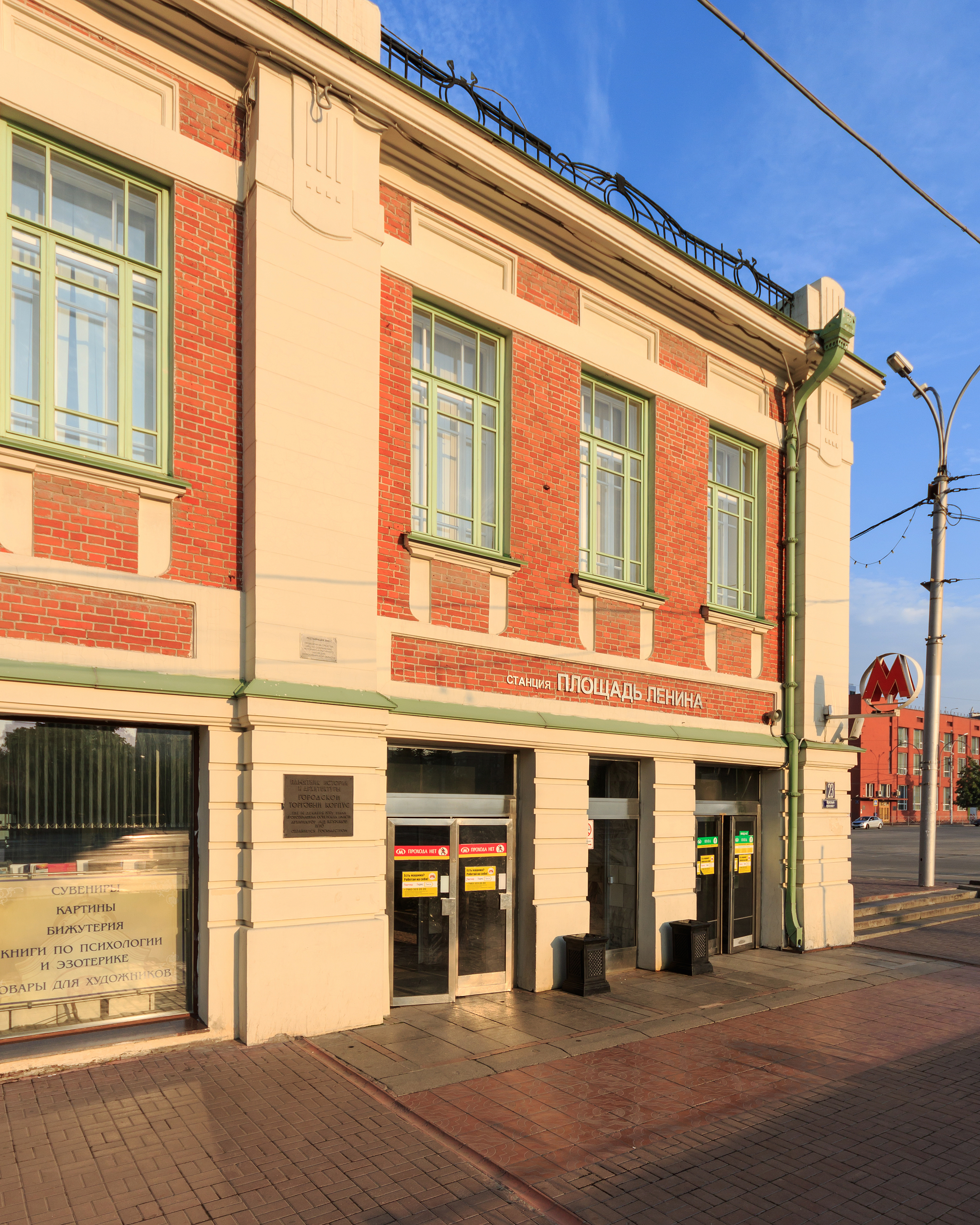
Фрагмент здания со встроенным входом в метро

- До 1917 года в здании находилась городская управа.
- В ночь с 13 (26) на 14 (27) декабря 1917 года в большом зале торгового корпуса во время заседания исполкома Советов рабочих и солдатских депутатов и исполкома уездного Совета крестьянских депутатов принимается решение о передаче властных полномочий Советам.
- До 27 декабря 1917 года (9 января 1918) в здании располагался городской Совет рабочих и солдатских депутатов и штаб Красной гвардии Ново-Николаевска.
- С 14 декабря 1919 года после захвата города 27-й дивизией 5-й армии в Городском торговом корпусе обосновался Военный революционный комитет города и уезда.
- 6 января 1920 года большой зал здания принял первое общегородское собрание молодёжи, благодаря которому возникла Ново-Николаевская комсомольская организация.
- С 1985 года здание занимает Новосибирский краеведческий музей, до 1985 года в нём находился институт «Гипроторг», магазин радиотоваров «Орбита» и ресторан. Помимо музея в северной части главного фасада здания находится вход на станцию метро «Площадь Ленина».